# Comuna Kozeatîn, Kozeatîn
Kozeatîn (în ucraineană Козятин) este o comună în raionul Kozeatîn, regiunea Vinnița, Ucraina, formată din satele Ivankivți și Kozeatîn (reședința).

## Demografie
Componența lingvistică a satului Kozeatîn
     Ucraineană (97,77%)
     Rusă (2,02%)
     Alte limbi (0,11%)
Conform recensământului din 2001, majoritatea populației satului Kozeatîn era vorbitoare de ucraineană (97,77%), existând în minoritate și vorbitori de rusă (2,02%).